# Antigua-et-Barbuda aux Jeux olympiques
Antigua-et-Barbuda participe aux Jeux olympiques depuis 1976 et a envoyé des athlètes à chaque jeux depuis cette date sauf en 1980 car le pays a boycotté ces jeux. Le pays n'a jamais participé aux Jeux d'hiver. 
Le pays n'a jamais remporté de médailles.
Le Comité national olympique de Antigua-et-Barbuda a été créé en 1966 après la dissolution de la fédération des Indes occidentales en 1962 et a été reconnu par le Comité international olympique (CIO) en 1976.

## Bilan général

### Par année
| Année            | Athlètes          | Médaille d'or, Jeux olympiques | Médaille d'argent, Jeux olympiques | Médaille de bronze, Jeux olympiques | Total             | Rang              |
| Montréal 1976    | 10                | 0                              | 0                                  | 0                                   | 0                 | -                 |
| Moscou 1980      | N'a pas participé | N'a pas participé              | N'a pas participé                  | N'a pas participé                   | N'a pas participé | N'a pas participé |
| Los Angeles 1984 | 14                | 0                              | 0                                  | 0                                   | 0                 | -                 |
| Séoul 1988       | 15                | 0                              | 0                                  | 0                                   | 0                 | -                 |
| Barcelone 1992   | 13                | 0                              | 0                                  | 0                                   | 0                 | -                 |
| Atlanta 1996     | 13                | 0                              | 0                                  | 0                                   | 0                 | -                 |
| Sydney 2000      | 3                 | 0                              | 0                                  | 0                                   | 0                 | -                 |
| Athènes 2004     | 5                 | 0                              | 0                                  | 0                                   | 0                 | -                 |
| Pékin 2008       | 5                 | 0                              | 0                                  | 0                                   | 0                 | -                 |
| Londres 2012     | 4                 | 0                              | 0                                  | 0                                   | 0                 | -                 |
| Rio 2016         | 7                 | 0                              | 0                                  | 0                                   | 0                 | -                 |
| Total            | 89                | 0                              | 0                                  | 0                                   | 0                 | -                 |

## Porte-drapeau antiguais
Liste des porte-drapeau antiguaise conduisant la délégation antiguaise lors des cérémonies d'ouverture des Jeux olympiques d'été.
| Jeux             | Porte-drapeau   | Sport      |
| ---------------- | --------------- | ---------- |
| Montréal 1976    | -               | -          |
| Los Angeles 1984 | Lester Benjamin | Athlétisme |
| Séoul 1988       | Jocelyn Joseph  | Athlétisme |
| Barcelone 1992   | -               | -          |
| Atlanta 1996     | Heather Samuel  | Athlétisme |
| Sydney 2000      | Heather Samuel  | Athlétisme |
| Athènes 2004     | Daniel Bailey   | Athlétisme |
| Pékin 2008       | James Grayman   | Athlétisme |
| Londres 2012     | Daniel Bailey   | Athlétisme |